# Maja Lindström Kling
Maja Ovidia Lindström Kling, född 27 april 1972 i Adolf Fredriks församling, Stockholm, är en svensk kortfilmare.
Lindström Kling studerade konst i Italien 1992–1994 och reklam vid Beckmans skola 1995–1998. Hon debuterade 2001 med kortfilmen Tro, hopp och väderlek och 2005 kom animerade kortfilmen En nattsaga, för vilken hon belönades med en Guldbagge 2006 i kategorin Bästa kortfilm, en "Special Mention" vid Nordisk Panorama i Bergen och Stockholms Stads Kulturstipendium samma år. 2009 kom Lidingöligan, vilken belönades med Novellfilmspriset 2009 och Main Prize Professional Category 2010 vid Baltic Herring Film Festival, Finland.

## Filmografi
- 2001 – Tro, hopp och väderlek
- 2001 – Howlin'
- 2002 – Vi är här
- 2005 – En nattsaga
- 2009 – Lidingöligan
- 2014 – 00-Tal Barn